# Rhynchorhamphus arabicus
Rhynchorhamphus arabicus is een straalvinnige vissensoort uit de familie van halfsnavelbekken (Hemiramphidae). De wetenschappelijke naam van de soort is voor het eerst geldig gepubliceerd in 1972 door Parin & Shcherbachev.